# William Desmond Taylor
William Desmond Taylor, nato William Cunningham Deane-Tanner (Carlow, 26 aprile 1872 – Los Angeles, 1º febbraio 1922), è stato un regista, attore e produttore cinematografico irlandese naturalizzato statunitense, molto attivo durante l'epoca del cinema muto soprattutto nel decennio 1910-1920. Fu uno dei fondatori della Motion Picture Directors Association (18 luglio 1915).
Il 2 febbraio 1922 Taylor venne ritrovato morto e, nonostante la confessione dell'attrice Margaret Gibson nel 1964, l'autore del delitto è ancora ufficialmente considerato sconosciuto.
Il suo omicidio segnò il punto di svolta che spinse il governo degli Stati Uniti e l'opinione pubblica a interrompere il clima morboso di sensazionalismo e di ricerca dello scandalo che le riviste di Hollywood avevano creato intorno alla vita privata delle sue stelle, e soprattutto ai loro vizi.

## Biografia
Nato in Irlanda, a Carlow, con il nome di battesimo di William Cunningham Deane-Tanner, da una famiglia irlandese di cui era il terzogenito, suo padre era maggiore nell'esercito britannico. Subito dopo la sua nascita, la famiglia Deane-Tanner si trasferì a Dublino dove il futuro William Desmond portò a termine gli studi. A diciotto anni diede una grande delusione alla sua famiglia quando fallì l'esame di ammissione nell'esercito britannico. Non potendo seguire la carriera paterna, venne costretto ad abbandonare i familiari e la sua terra e ad emigrare negli Stati Uniti.
Dopo aver svolto diversi lavori si stabilì a New York, dove intraprese la carriera di attore teatrale e conobbe Ethel May Harrison, figlia di un ricco broker newyorchese, che sposò il 7 dicembre 1901. Grazie alla scalata sociale frutto del suo matrimonio, ottenne la vicepresidenza della rinomata catena antiquaria English Antique Shop di New York e andò a vivere con la moglie Ethel a Larchmont.
La tranquilla vita della famiglia Tanner, così ben inserita nella società agiata newyorchese, subì un duro colpo quando nel 1908 Tanner non si presentò più a casa, come tutti i giorni, per la pausa pranzo. Il giorno successivo telefonò alla sua società per chiedere circa 600 dollari che gli vennero consegnati da un fattorino. Dopo quest'ultima richiesta, non diede più notizie di sé, abbandonando così la moglie Ethel e la figlia Ethel Daisy, nata nel 1903. Tutta la famiglia Harrison era dell'opinione che il suo abbandono non fosse volontario, poiché in precedenza l'uomo aveva sofferto di brevi episodi di perdita della memoria. Alcune voci sostenevano che fosse stato visto in Alaska a lavorare nelle miniere d'oro, così come in Colorado e in Montana. Sempre più convinta di una sua fuga volontaria dalla famiglia, Ethel tuttavia divorziò nel 1912.
Nel dicembre dello stesso anno, Tanner entrò nel mondo del cinema muto con il nome di William Desmond Taylor, varcando i cancelli di Inceville, la cittadella degli studi cinematografici fatta edificare a Santa Monica in riva al mare dal celebre attore Thomas H. Ince. Il primo ruolo come attore fu nella pellicola The Counterfeiter. Scritturato successivamente dai Kay-Bee Studios, per una parte in The Iconoclast di Raymond B. West, Desmond Taylor approfittò spesso delle pause nelle riprese per apprendere quanto più possibile delle varie fasi di lavorazione di una pellicola.
Nel 1914 Taylor ebbe finalmente l'occasione propizia per lanciarsi definitivamente nel mondo del cinema, quando gli venne offerto di recitare e al contempo dirigere le riprese della pellicola The Awakening, dove conobbe l'attrice Neva Gerber, con la quale allacciò una relazione sentimentale. Negli anni successivi continuò a ricoprire questo doppio ruolo di attore e regista per diverse pellicole, diventando ben presto sempre più apprezzato e celebre. Fu in questo stesso periodo che la sua ex moglie Ethel seppe della sua presenza a Hollywood e i due intrapresero un rapporto epistolare che culminò con il riconoscimento da parte di Taylor di sua figlia Ethel Daisy come sua unica erede testamentaria.
Diventato regista di spicco della Famous Players - Lasky Corporation, diresse grandi stelle del cinema muto come Dustin Farnum, George Beban, Kathlyn Williams, Constance Talmadge e la sua pupilla e attrice preferita, Mary Miles Minter. Mentre la prima guerra mondiale ancora imperversava nel continente europeo, Taylor venne richiamato dall'esercito britannico nel 1918 e mandato ad addestrarsi in Canada per essere poi inviato in Francia, paese che comunque non raggiunse mai, almeno non da soldato. Nell'estate del 1919 fu congedato e poté fare ritorno alla sua carriera di regista girando uno dei suoi capolavori, Anna dagli occhi verdi, con la Minter nel ruolo principale.

### L'omicidio irrisolto
La sua ultima pellicola, The Green Temptation, con protagonista Betty Compson, venne proiettata appena due mesi dopo la sua misteriosa morte. Il 2 febbraio 1922, infatti, alle 7,30 del mattino, il corpo di Taylor venne trovato riverso nel suo bungalow, con un colpo di pistola alla schiena, presso gli Alvarado Court Apartments di Westlake Park alla periferia di Los Angeles, quartiere allora molto rinomato per essere uno dei più lussuosi e ben frequentati della città.
Il caso della morte misteriosa di William Desmond Taylor è rimasto ufficialmente irrisolto, ma allora diede adito a un'ondata di chiacchiere e sospetti che gettarono fango addosso ad alcune delle stelle cinematografiche più quotate di quegli anni, come Mary Pickford, Mabel Normand e Mary Miles Minter, tutte accusate e sospettate dell'omicidio, ma tutte alla fine scagionate. Secondo le ricostruzioni della polizia, quella mattina Taylor avrebbe risposto a una telefonata dell'attore di origini iberiche Antonio Moreno, proveniente dal Los Angeles Athlethic Club e fatta alle 7. Alle 7,05 l'attrice Mabel Normand bussò alla sua porta e lasciò il bungalow alle 7,45, e pochi minuti dopo il regista venne ucciso con un colpo alle spalle. Il ritrovamento di alcuni indumenti appartenenti a Mary Miles Minter gettarono su quest'ultima i sospetti più forti. Anche se non ci fu alcun seguito dal punto di vista legale, la sua carriera di attrice cinematografica venne distrutta.
Nel 1964, l'attrice Margaret Gibson, che all'epoca del delitto aveva 27 anni e che aveva fatto parte del cast di molti dei film girati da Mary Miles Minter, confessò in punto di morte di essere la responsabile dell'omicidio del regista. Questa confessione, sebbene appaia credibile, non è stata tuttavia accettata dalle autorità di polizia per la chiusura del caso, che rimane ufficialmente irrisolto.
Dal 1993 al 2000 un impiegato della Arizona State University ha raccolto migliaia di articoli e deposizioni riguardanti l'omicidio di Taylor, ripresi dai giornali dell'epoca, raccogliendoli poi in una rivista dal nome Taylorology, che rappresenta una fonte fondamentale non solo per il caso dell'assassinio di Taylor ma anche per comprendere il mondo del cinema muto di quegli anni.
La morte violenta di Taylor, insieme ai vari scandali per la morte di altre stelle del cinema come Olive Thomas, Wallace Reid, Barbara La Marr e Alma Rubens, tutte legate all'uso di sostanze stupefacenti, spinse infatti le case di produzione cinematografica ad apporre nei contratti delle cosiddette clausole morali, che permettevano loro di rescindere un contratto se un artista non avesse rispettato il dovere contrattuale di astenersi dall'uso di droghe e altre sostanze stupefacenti.
In un racconto del 1990 dal titolo Hollywood, lo scrittore Gore Vidal fa un resoconto romanzato dell'omicidio di Taylor, attingendo dalle molteplici fonti sul caso.

## Filmografia

### Attore
- The Counterfeiter (1913)
- The Sins of the Father, regia di William J. Bauman (1913)
- The Iconoclast, regia di Raymond B. West (1913)
- Retrogression (1913)
- Bread Cast Upon the Waters, regia di Thomas H. Ince (1913)
- The Battle of Gettysburg, regia di Thomas H. Ince - non accreditato (1913)
- A True Believer, regia di Burton L. King (1913)
- Granddad, regia di Thomas H. Ince (1913)
- The Quakeress, regia di Raymond B. West (1913)
- Exoneration, regia di Charles Giblyn (1913)
- Her Husband's Friend, regia di Hardee Kirkland (1913)
- Secret of the Bulb, regia di William J. Bauman (1914)
- The Brute, regia di Hardee Kirkland - cortometraggio (1914)
- The Informer, regia di Raymond B. West (1914)
- Anne of the Golden Heart, regia di Ulysses Davis (1914)
- The Love of Tokiwa, regia di Ulysses Davis (1914)
- How God Came to Sonny Boy, regia di Burton L. King (1914)
- Tainted Money, regia di Burton L. King (1914)
- Il padrone della miniera (Master of the Mine), regia di William J. Bauman (1914)
- Millions for Defence, regia di Ulysses Davis (1914)
- The Night Riders of Petersham, regia di Ulysses Davis (1914)
- The Kiss, regia di Ulysses Davis (1914)
- A Little Madonna, regia di Ulysses Davis (1914)
- Captain Alvarez, regia di Rollin S. Sturgeon (1914)
- The Criminal Code, regia di William Desmond Taylor (1914)
- An Eye for an Eye, regia di William Desmond Taylor (1915)
- The Mission of Morrison (1925)

### Regista
- The Smouldering Spark - cortometraggio (1914)
- A Soul Astray - cortometraggio (1914)
- The Song of the Sea Shell (1914)
- The Criminal Code (1914)
- The Awakening - cortometraggio (1914)
- The Judge's Wife (1914)
- When the Road Parts - cortometraggio (1914)
- A Slice of Life, co-regia di Thomas Ricketts - cortometraggio (1914)
- The Beggar Child - cortometraggio (1914)
- Brass Buttons - cortometraggio (1914)
- The Last Chapter (1914)
- An Eye for an Eye (1915)
- The High Hand (1915)
- The Diamond from the Sky, co-regia di Jacques Jaccard - serial (1915)
- Eyes That Cannot See
- Tricks of Fate
- The Lonesome Heart - mediometraggio (1915)
- The Soul of the Vase - cortometraggio (1915)
- Peggy Lynn, Burglar
- A Woman Scorned - cortometraggio (1915)
- He Fell in Love with His Wife (1916)
- Ben Blair (1916)
- The Heart of Paula, co-regia di Julia Crawford Ivers (1916)
- Pasquale (1916)
- The American Beauty (1916)
- Davy Crockett (1916)
- The Parson of Panamint (1916)
- The House of Lies (1916)
- Her Father's Son (1916)
- Redeeming Love (1916)
- Happiness of Three Women (1917)
- Out of the Wreck (1917)
- The World Apart
- Big Timber (1917)
- The Varmint
- North of Fifty-Three, co-regia di Richard Stanton (1917)
- Jack and Jill
- Tom Sawyer (1917)
- The Spirit of '17 (1918)
- Huck and Tom (1918)
- His Majesty, Bunker Bean (1918)
- Up the Road with Sallie (1918)
- Mile-a-Minute Kendall (1918)
- How Could You, Jean? (1918)
- Johanna Enlists (1918)
- Captain Kidd, Jr. (1919)
- Anna dagli occhi verdi (Anne of Green Gables) (1919)
- Huckleberry Finn (1920)
- Judy of Rogue's Harbor (1920)
- Nurse Marjorie (1920)
- Jenny Be Good (1920)
- The Soul of Youth (1920)
- The Furnace (1920)
- The Witching Hour (1921)
- Sacred and Profane Love (come William D. Taylor) (1921)
- Wealth (1921)
- Beyond (1921)
- Morals (1921)
- The Green Temptation (1922)
- The Top of New York (1922)

### Produttore
- Happiness of Three Women, regia di William Desmond Taylor (1917)
- Huckleberry Finn, regia di William Desmond Taylor (1920)
- The Soul of Youth, regia di William Desmond Taylor (1920)

### Sceneggiatore
- A Woman Scorned, regia di William Desmond Taylor - cortometraggio (1915)